# Feliks Karol Krukowiecki
Feliks Karol Krukowiecki herbu Pomian (ur. 1806, zm. 11 sierpnia 1891 we Lwowie) – powstaniec listopadowy.

## Życiorys
Urodził się w 1805 lub w 1806 w ziemi sanockiej. Wywodził się z rodziny Krukowieckich herbu Pomian. Był prawnukiem Franciszka (dziedzic Łopuszki i Zagórza), wnukiem Józefa (tytułowany podczaszym nurskim, od 1743 właściciel części Wiszenki i Podlisek), synem wywodzących się z jednego rodu Ignacego (1750-1827, szambelan króla Stanisława Augusta Poniatowskiego) i hr. Wiktorii Krukowieckiej (córka Piotra i siostra gen. Jana Krukowieckiego), a także bratankiem Adama Ferdynanda i Kajetana. Miał siostrę Leokadię (po mężu Dunajewska) i brata Sylwerego (1796-1849, także powstaniec listopadowy). 
Po wybuchu powstania listopadowego w 1831 służył w szeregach pułku strzelców konnych w korpusie gen. Dembińskiego i odbył kampanię na Litwie.
W późniejszych latach był obywatelem ziemskim. Przebywał głównie we Lwowie. Zmarł w tym mieście 11 sierpnia 1891 w wieku 86 lat. Jego pogrzeb odbył się 14 sierpnia 1891. Został pochowany w kwaterze „Żelaznej Kompanii” na Cmentarzu Łyczakowskim we Lwowie. We wspomnieniu pośmiertnym w wydaniu „Dziennika Polskiego” napisano, że jego charakterystyczna postać starca-żołnierza była znana każdemu Lwowianinowi.